# Haus zum Lustgarten

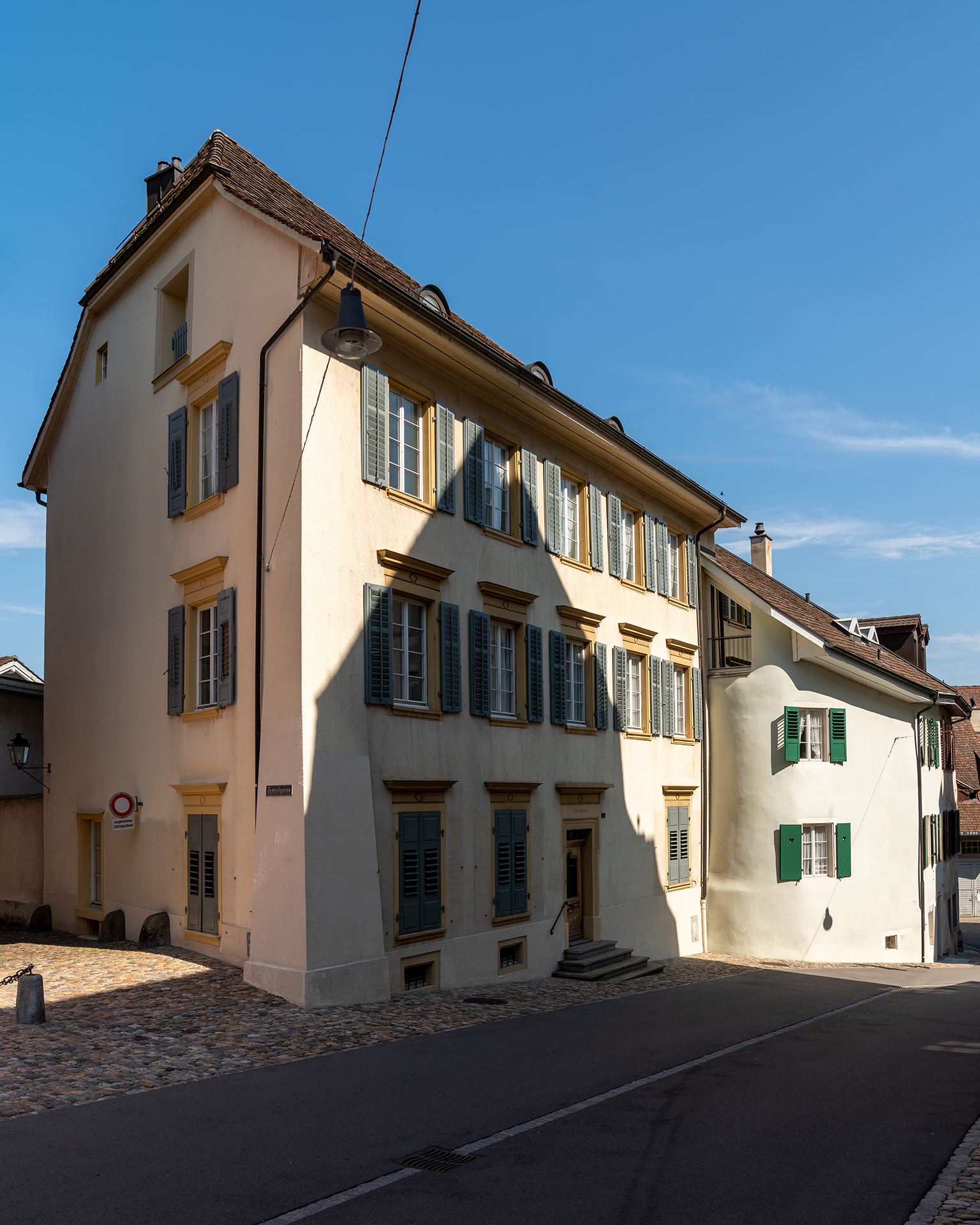
Haus zum Lustgarten

Das Haus zum Lustgarten ist ein denkmalgeschütztes Gebäude in Rheinfelden im Kanton Aargau. Es befindet sich im Westen der Altstadt an der Bahnhofstrasse, in der Nähe der Stadtkirche St. Martin. Das barocke Bauwerk reicht im Kern bis ins 16. Jahrhundert zurück.

## Geschichte
Wahrscheinlich erhielt das Haus zum Lustgarten sein heutiges Aussehen um die Mitte des 16. Jahrhunderts. 1678 musste es nach französischem Artilleriebeschuss während des Holländischen Krieges instandgestellt werden; dabei wurde der Dachstuhl vollständig erneuert. Franz Anton Fetzer, Landschreiber der Kameralherrschaft Rheinfelden, erwarb das Anwesen 1759. Dessen Sohn, Regierungsrat Johann Karl Fetzer, gab 1838 verschiedene Innenausbauten in Auftrag, die den Gebäudewert verdoppelten. Dem damaligen Zeitgeschmack entsprechend wurde das Äussere 1894 mit Fensterbekrönungen aufgefrischt. 1992/93 erfolgte eine Gesamtrenovation, bei der man die beiden oberen Stockwerke und den Dachstuhl zu Etagenwohnungen ausbaute.

## Bauwerk
Das Haus zum Lustgarten ist ein dreigeschossiger, schlank proportionierter Putzbau mit abgewalmtem Satteldach. Zur Bahnhofstrasse hin besitzt es eine repräsentative Schaufassade mit fünf Achsen. Die Mittelachse wird von einer Freitreppe und einem barocken Portal mit fein gestuftem, rechteckigen Gewände aus der Zeit um 1700 akzentuiert. Die schlanken Steinrahmenfenster mit kantig geschnittenen Gesimsen und nachträglich angebrachten Bekrönungen stammen aus dem frühen 19. Jahrhundert. Zur einmündenden Tempelgasse hin gibt es nur eine Fensterachse an der Stirnfront, während ein polygonal ummantelter Treppenturm mit Walmdach die rückwärtige Gartenfassade dominiert. Die ansteigenden Fenster des Turms sind mit volutenförmig auslaufenden Kehlprofilen geschmückt.
Der Grundriss des Gebäudes ist trapezförmig; unter dem südlichen Teil, quer zum Dachfirst angelegt, befindet sich ein Gewölbekeller. Bemerkenswert im Innern ist insbesondere die Wendeltreppe aus Buntsandstein, die in einer für Rheinfelden einzigartigen Qualität gefertigt ist. Im Erdgeschoss und im ersten Obergeschoss sind barocke Füllungstüren mit profilierten Eichenholzrahmen erhalten geblieben, während in beiden Obergeschossen die Wohnräume mit Kreuzriemenböden und Stuckdecken ausgestattet sind. Der um 1830/40 entstandene hellblaue Kastenofen in der Mittelstube des zweiten Obergeschosses ist ein Werk von Johann Jakob Andres, dessen Frieskacheln wurden von Johann Heinrich Egli bemalt.